# Італійський катепанат
Італійський катепанат (грец. κατεπανίκιον Ἰταλίας) — особлива військово-адміністративна одиниця Візантійської імперії (катепанат), яка розташовувалась на півдні Італії. Утворено близько 965 року. Припинила існування 1071 року внаслідок падіння Барі і втрати Візантією усіх володінь в Італії.

## Історія
У 960-х роках відносини між Візантійською і Священною Римською імперією були дуже напруженими. Імператор Оттон I в своїй зовнішній політиці намагався відновити в Італії той порядок речей, який там був за імператора Людовика II, тобто відновити владу імперії над Італією. В противагу таким намагання імператор Никифор II заснував в Італії катепанат, бажаючи утримати її за Візантією.
Вперше титул «катепан Італії» з'являється в джерелах навесні 970 року. Йдеться про патриція Михайла Абіделаса, який згадується з цим титулом в одній записці його спадкоємця, анфіпата-патрикія Михайла. Досягнення компромісу між імперіям у 972 році, підкріпленого шлюбом між спадкоємцем трону Оттоном та родичкою імператора Іоанна I — Феофаною, призвело до встановлення миру на північних кордона катепанату.
Втім з кінця 970-х років Священна Римська імперія намагалася скористатися труднощами Візантії на Балканах та повстаннями Фоки і Скліра в Малій Азії. Проте війська катепанату відбили усі напади. Після цього катепан Калокир Дельфін навіть трохи розширив візантійські володіння за рахунок міста Асколі. Цю справу продовжив Іоанн Амміропул. Але у 1016—1017 роках довелося придушити повстання лангобардів на чолі із Мелусом.
У 1017 році в історії Південної Італії з'явився новий фактор — нормандські лицарі, що поступили на службу до лангобардських князів Салерно і Беневенто, що виношували плани звільнення від візантійського панування. У 1018 році Василь Боіоанн, катепан Італії, переміг норманських найманців у Битві біля Канн. Завдяки цій перемозі влада Візантії в Південній Італії стала міцніти, тим більше що нормандські найманці своїми грабунками та розбоями викликали невдоволення і побоювання місцевого населення. Візантійський імператор Василь II на початку 1020-х років мав намір покінчити з загрозою, що ніс Сицилійський емірат візантійським володінням в Італії, для чого став створювати потужний морський флот. Але перед самим початком походу раптово захворів і помер. У 1030-х роках катепани боролися проти лангобардської знаті та нападів Сицилійського емірату.
У 1040-х роках починається послаблення катепанату, викликане внутрішніми інтригами при візантійському дворі, де брати Пафлогонійці захопили владу. Водночас у 1030 році нормандський найманець Райнульф Дренго заснував перше володіння — Аверське графство, а у 1040-х роках захопив лангобардське Капуанське князівство. Суттєво послабило візантійців повстання Георгія Маніака 1042 року. У 1047 році значну частину катепанату охопило повстання лангобардів, до якого долучилися нормандці та князі Салерно і Капуї, герцоги Гаети і Неаполя.
Під тиском нормандців Італійський катепанат поступово втрачав свої території — у 1053—1059 роках нормандці на чолі із Робертом Гвіскаром захопили північну частину Апулії з містами Трані, Асколі і Лучера, до 1061 року було втрачено практично усю Калабрію. У 1060-х роках велася боротьба за південну Апулію. Після того, як в 1071 було втрачено Барі, останній опорний пункт імперії в Італії, катепанат припинив своє існування.

## Адміністрація
Територія катепанату охоплювала практично усю південну Італію, а у 1025—1040-х роках — східне узбережжя Сицилії. Час від часу від катепану викоремлювалася фема Луканія. Центром було місто Барі. На чолі стояв катепан з рангом патрикія, вища посадова особа серед усіх очільників візантійських провінцій. Катепан Італії не отримував зарплатні з імператорської скарбниці, але мав право на частину податків, що збиралися в катепанаті.
Кількість військ не була постійною, оскільки сюди в час найбільшої небезпеки спрямовувалися додаткові війська та флот. Також формувалися місцеві загони, що складалися з вояків італійського походження, відомих як contorati, що вербувалися з населення, зобов'язаного нести за землю цю повинність.
Основними портами були Регій, Отранто, Тарент, Калліполі, Барі і Трані. Також через них проходила торгівля, що разом з ремісництвом і землеробством становила основу економіки. Значне місце в системі державних податків і повинностей займали панщина (άγγχρίίχ) і різного роду натуральні поставки. Панщина полягала у відновленні стін, будівництві фортець (auxilium pro castello aedificando), мостів, лагодження доріг. Натуральні поставки проводилися, зокрема, хлібом і фуражем. З населення стягувалися судові мита. Широке поширення отримали мита з торгівлі: ринкове мито (plateaticum), побори за прибуття вантажу в морську гавань або на річкову пристань (portaticum, portunaticum, ripaticum), побори
за проїзд по шляхах з крамом (finithia, via).  За користування громадськими пасовищами і лісами стягувалися herbaticum і інші «звичайні» побори. Спроба змусити південноіталійські міста будувати судна (хеландії) викликала в Апулії повстання у 1030-х роках.

## Катепани Італії
- Никифор Ексакіоніт (965—966)
- Євгеній (967—969)
- Михайло Абіделас (970—975)
- Роман (975—981)
- Калокир Делфін (982—985)
- Роман (985—988)
- Роман Амміропул (988—998)
- Григорій Тарханіот (999—1002)
- Олексій Ксіфій (1006—1008)
- Іоанн Куркуас (1008—1010)
- Василь Месардоніт (1010—1016)
- Контолеон Торнікій (1017)
- Василь Боіоанн (1017—1027)
- Христофор Бургар (1027—1029)
- Поф Аргир (1029—1032)
- Михайло Пртоспафарій (1032—1033)
- Костянтин Опос (1033—1038)
- Михайло Спонділ (1038—1039)
- Никифор Докеян (1039—1040)
- Михайло Докеян (1040—1041)
- Ексавгуст Боіоанн (1041—1042)
- Синодіан (1042)
- Георгій Маніак (1042)
- Пард (1042)
- Василь Теодорокан (1043)
- Евстафій Палатин (1045—1046)
- Іоанн Рафаїл (1046)
- Аргир (1050—1058)
- Міріарх (1060)
- Марулі (1060—1061)
- Сіріан (1062)
- Абулхар (1064—1068)
- Лев Перен (1068)
- Авартулет (1069—1070)
- Стефан Патеран (1070—1071)